# Murder in the Cassava Patch
Murder in the Cassava Patch es una película de Liberia filmada en colores dirigida por Yor-El Francis sobre su propio guion basado en la novela homónima de Bai T. Moore Senior que se estrenó el 1 de diciembre de 2012 y que tuvo como actores principales a Peter Ballah, Marcus Dann, Barnie Doe-Jones y Aminata Mahmud Dorley Foeday.

## Sinopsis
El misterio de un hombre joven acusado de matar a su esposa.

## Reparto
Intervinieron en la película los siguientes intérpretes:
- Peter Ballah	...	Bleng
- Marcus Dann	...	Togba
- Barnie Doe-Jones	...	Kema
- Aminata Mahmud Dorley Foeday	...	Gbiti
- Eddie M. Gibson	...	Dectective Gordon DeShield
- Joseph K. Horace	...	Buu
- Eugene Lorenzo Martin	...	Gortokai
- McAnthony M. Mulbah	...	Kona
- Precious Amunee Samukai	...	Tene
- Barkue Tubman	...	Ma Miatta